# Dimítris Chorafás
Dimítris Chorafás (grec moderne : Δημήτρης Χωραφάς ; 23 octobre 1918 - 2 mars 2004) est un chef d'orchestre grec.

## Biographie
Né dans le village de Svoronáta (el), sur l'île de Céphalonie, en Grèce, le 23 octobre 1918, Chorafás est issu d'une famille de tradition musicale, son père étant violoniste et sa mère pianiste,,. Il effectue des études de violon au Conservatoire d'Athènes, dont il sort diplômé en 1936, recevant une médaille d'or pour la qualité ses performances, ainsi que la bourse d'Andréas et Ifigénia Syggrós. Au cours de cette même période, il est également étudiant à la faculté de droit de l'Université nationale et capodistrienne d'Athènes.
En 1940, Chorafás est accepté au sein de l'orchestre de l'Opéra national. Au cours de la période entre 1941 et 1946, il est professeur de violon au Conservatoire d'Athènes, tandis que, en tant que violoniste soliste, il collabore avec l'orchestre symphonique de ce dernier, ainsi qu'avec l'Orchestre national d'Athènes et l'orchestre symphonique de la Fondation nationale de la radio.
Après la fin de la Seconde Guerre mondiale, il se rend en France à bord du navire néo-zélandais Mataroa, conjointement avec plusieurs étudiants aux convictions politiques de gauche et des représentants du monde des lettres et des arts, où il étudie, en tant que boursier de l'Institut français d'Athènes, au Conservatoire de Paris, d'où il sort en tant que chef d'orchestre, recevant, en même temps, la distinction du premier prix,. Par la suite, pendant la période de la Metapolítefsi, plus précisément entre 1974 et 1980, il est directeur artistique de l'Opéra national.
Tout au long de sa carrière, il dirige de nombreux opéras, ainsi que de nombreux concerts d'orchestres symphoniques, tant en Grèce qu'en France, ainsi que dans le monde entier. En même temps, il est chef d'orchestre permanent à l'Opéra national du Rhin, basé à Strasbourg, professeur à l'Académie internationale de Nice, ainsi que du comité d'examen des concours de jeunes chefs d'orchestre organisés par le Conservatoire de Paris,,. Sa dernière prestation en direct est la direction de l'orchestre de l'opéra de Wolfgang Amadeus Mozart, La Flûte enchantée, en 2000, à l'âge de 84 ans,.
L'ensemble de son œuvre est salué internationalement, les critiques étant particulièrement élogieuses, tandis que les récompenses qu'il reçoit sont tout aussi nombreuses,.
Il meurt le 2 mars 2004, à l'âge de 88 ans. Il est le frère de la pianiste María Chorafás, ainsi que le père de l'acteur franco-grec Georges Corraface.